# Malcolm-Jamal Warner
Malcolm-Jamal Warner (Jersey City (New Jersey), 18 augustus 1970 – Puerto Limón, 20 juli 2025) was een Amerikaans acteur.
Hij was het bekendst door zijn rol als Theo Huxtable in  The Cosby Show. Deze rol speelde hij van 1984 tot 1992. Andere programma's waarin hij meespeelde zijn Malcolm & Eddie, Jeremiah en Listen up. Tevens speelde hij AC, een vriend van O.J. Simpson in de serie American Crime Story.
In de serie Suits speelde hij de gevangenisbegeleider die Mike Ross wil helpen een beter mens te worden. In de dramaserie The Resident speelde hij dokter AJ Austin.
In 2015 won hij samen met zangeres Lalah Hathaway een Grammy Award voor beste r&b-performance met hun nummer Jesus Children.

## Persoonlijk leven
Warner was de vriend van actrice Michelle Thomas die hij in The Cosby Show leerde kennen en aan wier zijde hij bleef tot zij in 1998 aan maagkanker overleed.
Warner was getrouwd en had een dochter.
Hij verdronk in Costa Rica tijdens een familievakantie. De acteur werd 54 jaar oud.